# 胡文燿
胡文燿（1529年—？），字其暐，號鹿巖，福建漳州府漳浦縣人，軍籍，明朝政治人物。

## 生平
嘉靖三十七年（1558年）戊午科福建鄉試第二十一名舉人。嘉靖四十四年（1565年）中式乙丑科三甲第二百二十二名進士。工部观政，四十五年二月授行人，隆慶二年（1568年）九月升户部主事，四年四月养病，六年三月復除本部，万历二年（1574年）七月升员外，九月升郎中。

## 家族
曾祖胡尊賢；祖父胡子瑞，壽官；父胡彌育，封行人，加主事；母黃氏；繼母王氏。弟文远（通判）、文喬、文嘉，俱庠生；文燧、文資、文寶、文實。